# Sunny (Bobby Hebb)
Sunny è una canzone scritta da Bobby Hebb, di cui sono state realizzate centinaia di cover. La BMI l'ha inserita al 25º posto nella sua classifica "Top 100 songs of the century".

## Versione originale
Sunny fu composta da Hebb dopo il 22 novembre 1963: in quel giorno, oltre all'assassinio di John Fitzgerald Kennedy, avvenne anche quello di suo fratello Harold, ucciso a coltellate all'esterno di un night club di Nashville. Nella canzone l'artista intende esprimere la sua predisposizione a vedere le cose positive e solari della vita, anche di fronte a simili tragedie.
Il brano fu registrato negli studi della Bell Sound a New York e pubblicato come singolo nel 1966. Ebbe un successo immediato, tanto che nello stesso anno Hebb andò in tournée con i Beatles.

## Cover dei Boney M.
Nel 1976 il gruppo musicale tedesco Boney M. realizzò una fortunata cover di Sunny dell'omonimo brano di Bobby Hebb, declinata in versione disco music. Pubblicata all'interno del loro album d'esordio Take the Heat Off Me, venne lanciata come singolo dopo il successo riscosso con Daddy Cool e si classificò ai primi posti delle hit parade tedesche. Successivamente è stata riproposta in versione remix nel 2000 nell'album 20th Century Hits e nel 2006 in collaborazione con Mousse T..

## Altre cover
Qui di seguito sono riportati alcuni artisti e gruppi musicali che hanno realizzato una cover di Sunny:
- Johnny Rivers
- Greg Howe
- George Benson
- Georgie Fame
- Cher
- Hampton Hawes
- Sonny Criss
- Public Enemy
- Richard Anthony
- James Brown (con Marva Whitney)
- Robert Mitchum
- The Classics IV
- The Electric Flag
- José Feliciano
- Luis Miguel
- Stevie Wonder
- Ella Fitzgerald
- The Four Seasons
- Four Tops
- Marvin Gaye
- Earl Grant
- Mary Wells
- Jamiroquai
- James Last
- Stanley Jordan
- Marion Rung
- Mina
- Chicco Piani
- Jimmy Smith
- Johnny Mathis
- Les McCann
- Chris Montez
- Leonard Nimoy
- Wilson Pickett
- Buddy Richard
- Del Shannon
- Nick Cave
- Oscar Peterson (con Joe Pass e Ray Brown)
- Dusty Springfield
- Helge Schneider
- War
- Ajico e Twinset (con Barnaby Weir)
- Frank Sinatra (con Duke Ellington)
- Herb Alpert & the Tijuana Brass
- Chris Barber
- Christophe Willem
- Mark Ronson
- Stanley Turrentine
- Pat Martino
- Pino Presti (album 1st Round)
- Panteon Rococo
- Ottottrio
- Justin Guarini
- Ulfuls
- Duo Diva Fever
- Sunny
- Ska-J
- Gigi Cifarelli
- Montefiori Cocktail
- Leo Jaime (Sonia, in portoghese)
- Bryan Adams